# 94. Infanterie-Division (Wehrmacht)
Die 94. Infanterie-Division war ein Großverband der Wehrmacht während des Zweiten Weltkrieges.

## Geschichte
Einsatzgebiete:
- Deutschland: September 1939 bis Mai 1940
- Westfront Frankreich: Mai 1940 bis Juni 1941
- Ostfront Südabschnitt: Juni 1941 bis September 1942
- Stalingrad: September 1942 bis Januar 1943
- Westfront Frankreich: März bis August 1943
- Italien: August 1943 bis April 1945

### Aufstellung
Aufgestellt wurde die 94. Infanterie-Division (ID) am 18. September 1939 auf den sächsischen Truppenübungsplätzen Zeithain und Königsbrück mit tschechischer Ausrüstung. Die Division wurde im Rahmen der 5. Aufstellungswelle aufgestellt. Personell setzte sich die Division aus dem Wehrkreis VIII und Einheiten der Heeresgruppe Nord die aus dem Polenfeldzug zurückkamen zusammen. Die Gefechtsausbildung und Feldverwendung der 94. Infanterie-Division sollte am 1. November 1939 abgeschlossen sein. Verstärkt wurden die Infanterieregimenter jeweils durch eine 13. schwere Granatwerferkompanie.

### Beurlaubung
Ab August 1940 wurden die Reservisten der 94. Infanterie-Division beurlaubt, nur das Stammpersonal verblieb in den Kasernen. 
Ab Februar 1941 wurde die Division wiedereinberufen. Am 30. März wurden die 13. Granatwerfer-Kompanien durch drei Infanteriekompanien der 223. Infanterie-Division ersetzt.

### Eingliederung des I. Bataillon / Turkistanische Legion
1942 wurde das turkestanische I. Bataillon in die Division eingegliedert.

### Stalingrad
Mitte September 1942 wurde die 94. Infanterie-Division bei der Eroberung des Getreidesilos im Süden von Stalingrad eingesetzt und erlebte als eine der ersten Wehrmachteinheiten die Härte des Häuserkampfes in der Schlacht von Stalingrad. Nach einigen Gefechten am Bahnhofsgelände wurde die Division im Oktober 1942 in die nördlichen Industriebezirke der Stadt verlegt, kämpfte dort hauptsächlich in der Arbeitersiedlung Spartakowka und in der Geschützfabrik „Barrikaden“. 

### Vernichtung 1943
Im Januar 1943 geriet die fast vollständig aufgeriebene Division im Kessel von Stalingrad in Gefangenschaft.

### Wiederaufstellung 1943
Am 1. März 1943 wurde die 94. Infanterie-Division in Lorient in der Bretagne neu aufgestellt und in die 7. Armee integriert. Eine Verstärkung erfolgte durch die Grenadier-Regimenter 878 und 875. 

### Umgliederung
Am 31. Oktober 1943 wurde die 94. Infanterie-Division auf die neuen Bestimmungen von 1944 umgestaltet.

### Vernichtung 1944
Am 20. Mai 1944 wurde die 94. Infanterie-Division westlich von Monte Cassino erneut aufgerieben. 

### Verwendung der Reste der Division
Mit den verbliebenen Einheiten und überlebenden Soldaten wurde dann die 305. Infanterie-Division aufgefrischt.

### Wiederaufstellung 1944
Faktisch neu aufgestellt wurde die Division am 13. August 1944 bei Udine durch die Schatten-Division Schlesien und in die letzten Gefechte in Norditalien geschickt. Sie war zuletzt dem XIV. Panzerkorps der 14. Armee im Raum Bologna unterstellt. Nach dem Durchbruch der Alliierten Mitte April 1945 bei Bologna, gelang es nur noch einem kleinen Teil des Verbandes, sich mit einer Fähre bzw. schwimmend über den Po zu retten, unter Zurücklassung allen Geräts. Hierbei geriet auch der Kommandeur der Division, Generalleutnant Steinmetz, am 22. April 1945 in Gefangenschaft. Die Reste der Division flohen in Richtung Gardasee. Gegen Ende April 1944 gelangten Teile des Divisionsstabs in das entlegene Gebirgsdorf Ronchi (Trentino), in welchem das XIV. Panzerkorps unter Generalleutnant Fridolin von Senger und Etterlin wieder einen Gefechtsstand hatte einrichten können. Dem Stab der Division gelang es darauf, zusammen mit dem ebenfalls aus dem Raum Bologna geflüchteten Stab der 8. Gebirgs-Division, noch einmal eine Front aus meist fremden, zusammengewürfelten Truppen vom Gardasee bis zum Pasubio einzurichten. Dort und nördlich des Gardasees bei Trient gerieten die Reste der Division sodann im Zuge der am 29. April 1945 mit Wirkung zum 2. Mai 1945 erfolgten Kapitulation der italienischen und deutschen Truppen in Italien in alliierte Gefangenschaft.

## Grenadier-Regiment 274
Am 15. Oktober 1942 wurde das Infanterie-Regiment 274 in Grenadier-Regiment 274 umbenannt, um, wie bei vielen anderen in Stalingrad eingesetzten Einheiten, die großen Verluste zu verbergen. Die Umbenennung Infanterie-Regiment in Grenadier-Regiment sollte außerdem die Häuserkampferfahrung dieser Einheiten zum Ausdruck bringen. Das Infanterie-Regiment 274 oder spätere Grenadier-Regiment 274 erreichte Stalingrad schon im Sommer 1942 und wurde später von der Roten Armee in der Stadt eingeschlossen. Während der Kesselschlacht ab Ende November 1942 lag das Grenadier-Regiment 274 nördlich vom Stalingrader Traktorenwerk vor der Olowkaschlucht. In den folgenden Kämpfen verteidigte das Regiment den Nordostrand des Kessels und wurde dabei vollständig vernichtet.

## Schlacht von Stalingrad
Die 94. Infanterie-Division aus Hoths IV. Armeekorps war schon relativ früh in den Kämpfen um die Stalingrader Vororte eingesetzt und gehörte zusammen mit der 71., 295. und 389. Infanterie-Division, der 29. motorisierten Infanterie-Division sowie der 14. und 24. Panzer-Division zur 80000 Mann zählenden Hauptstreitmacht, die Stalingrad blitzkriegartig erobern sollte. Gruppe Hoth mit der 29. ID (mot.), 94. ID und 24. PD sollten die Südstadt südlich der Tsaritza einnehmen. Mit größerem Widerstand der Roten Armee wurde nicht gerechnet. Das erste Ziel lag östlich der Sadovaia Station mit Richtung auf die Vorstadt Minnina gegen die Verteidigungslinien der 131. Schützen-Division, dabei sollten sämtliche Höhen und der Bahnhof Stalingrad 2 erobert werden. Der Vorstoß verlangsamte sich am 13. September 1942 beim Erreichen der Vorstadt Minnina erheblich, da der Widerstand des Gegners entlang der Eisenbahnschienen kontinuierlich zunahm und die Phase der Häuserkämpfe begann.
Am 14. September 1942 berichtete die Armeegruppe B:

„Die Schlacht um die Festung Stalingrad zeichnet sich durch die außerordentliche Hartnäckigkeit und Verbitterung des Gegners aus. Durch einen Angriff von Süden auf die Eisenbahnlinie kämpfte sich die 94. Infanterie-Division durch die südlichen Vororte und drängt den Feind in Richtung Wolga zurück. Nördlich der Straße gelang er einer unserer Panzerdivisionen [24. PD] in das Wasserwerk am westlichen Wolgaufer einzudringen. Nördlich des Wasserwerkes können Kräfte einer anderen Division [71. ID] in die Innenstadt einfallen, nachdem hartnäckigster Widerstand niedergekämpft werden musste. Der Gegenangriff [Gruppe Krylow] aus dem Norden auf den Sektor zwischen Eisenbahnlinie und Wolga wurde nach starken Verlusten des Gegners zurückgeschlagen.“

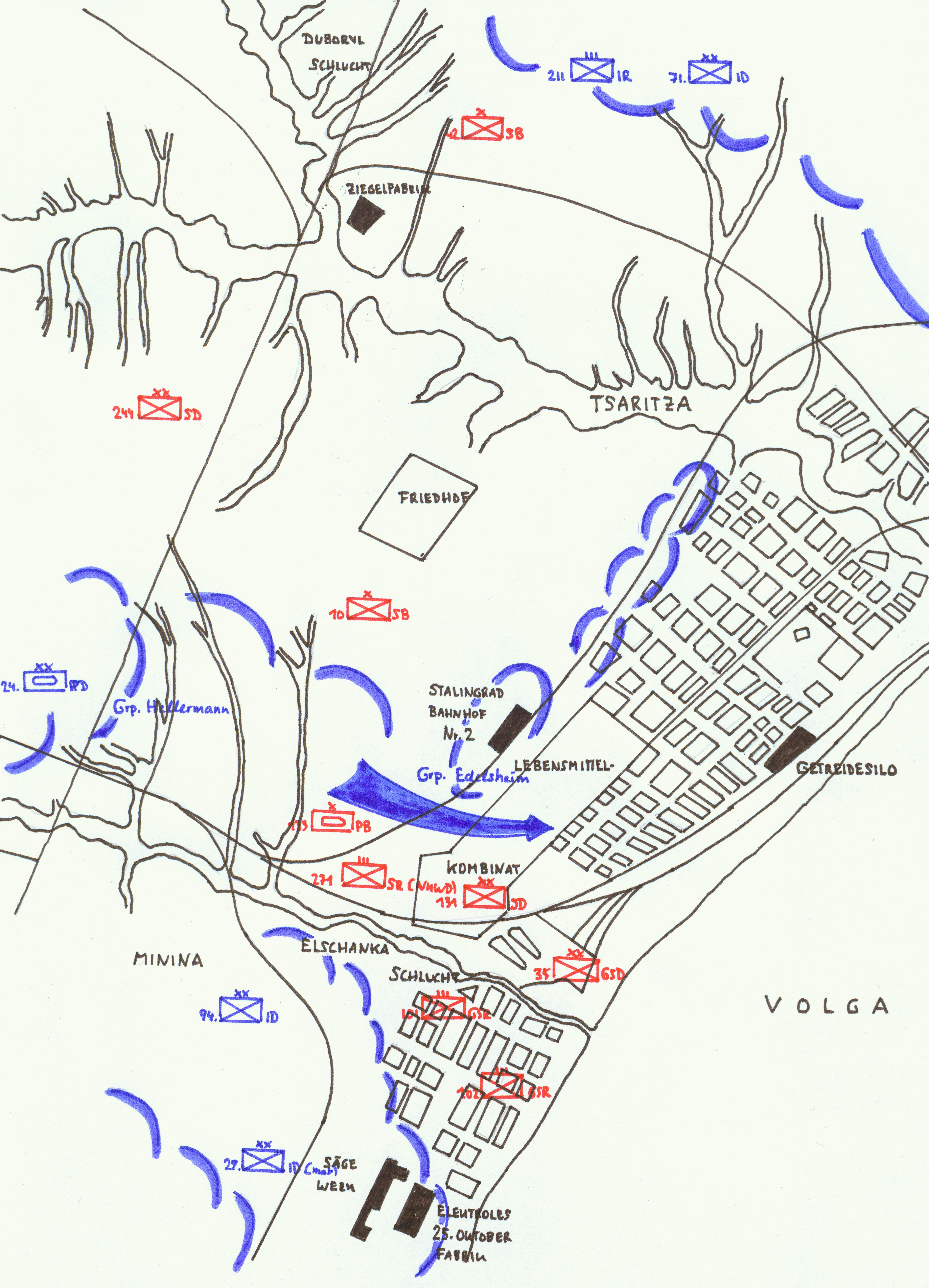
Stalingrad Südstadt Vormarsch auf das Getreidesilo am 15. November 1942

Die 94. ID hatte am 15. September 1942 den Auftrag die rechte Flanke der 24. PD zu sichern und traf an den Ufern des Elschankaflusses in Minnina auf zwei Regimenter der 244. Schützen-Division, die 10. Schützen-Brigade, unterstützt von der 6. Panzer-Brigade. Daraus entwickelte sich ein schweres Gefecht unter schwierigen Geländebedingungen. Auf einer Länge von 2 Kilometern durchkämmten Infanteristen und Panzergrenadiere Lagerhäuser, Baracken, Holzhäuser und Gebäude, um Bedrohungen durch Panzerabwehrschützen auszuschalten. Im Laufe des Tages konnte IR 274 die Eisenbahnbrücke über den Elschankafluss einnehmen, welcher südlich des Bahnhofs Stalingrad 2 in die Wolga mündete. Dort vereinigten sich Pfeiffers Infanteristen mit den Panzergrenadieren von Lenskis und kämpften gegen die Igelstellungen der 10. SB und NKWD-Truppen. Die raschen Erfolge der Panzerverbände im Südbahnhof von Stalingrad konnten durch Mangel an Infanteriekräften durch die 94. ID nicht nachhaltig gesichert werden. Es war ihnen nicht möglich die zersplitterten Kräfte der Roten Armee einzuschließen und einige Schlüsselgebäude in der Südstadt dauerhaft zu besetzen. Einige Rotarmisten desertierten und flohen, andere drangen in Gebäudekomplexe in der Umgebung des Südbahnhofs wie z. B. Getreidesilo, Holzfabrik und Konservenfabrik ein und bauten diese zu massiven Häuserfestungen aus. In bereits als gesichert geltenden Sektoren Minnina, Elschanka und Kupurosnoe entstanden neue Verteidigungsknoten, die fanatisch verteidigt wurden.
Am 16. September 1942 nahm die Intensität der Kämpfe dramatisch zu. Auf einem 4 Kilometer breiten durch tiefe Balkas durchzogenem Areal südlich der Tsaritza fügten als bereits besiegt erklärte Splitterverbände aus der 35. Gardeschützen-Division (Dubyanski), 42. SB (Batrakow), 244. SD (Afanasiew), 10. SB (Driakhlow) und der 133. PB (Bubnow), die mittlerweile über keine Panzer mehr verfügte, den deutschen Angreifern immer größere Verluste zu. Die 94. ID setzte ihre Säuberungsaktionen in Minnina fort und sollte am Abend die Tsaritza erreichen. Beim Überschreiten des Elschankaflusses stießen sie in den Balkas und in den Bunkern um den Eisenbahndamm auf immer stärker werdenden Feindwiderstand. Beim Eindringen in die Konservenfabrik schnellten die Verluste der 94. ID bereits rapide in die Höhe, dennoch kam der deutsche Vorstoß erst am Getreidesilo zum Stillstand.
Die Härte der Kämpfe schildert folgender Zeitungsbericht:

„Die Sowjets gaben den Kampf nicht verloren. Täglich stürzten sich die deutschen Stukas und Bomber auf ihre Stellungen, zerschlugen Panzeransammlungen und Angriffsvorbereitungen, aber immer wieder schickten sie ihre Schützen und Panzer in den Kampf. Die deutsche Infanterie und Artillerie verschwand jetzt gleichsam in der Erde, und das Schützenloch und der Erdbunker, die Falten einer Schlucht, einer ‚Balka‘, wie die Männer sagen, wurde Unterkunft, Bett und Befehlsstelle selbst höchster Stäbe. Denn es gibt nur wenige Ansiedlungen auf dem riesigen Schlachtfeld von Stalingrad, mit ein paar Holz- und Lehmbuden, die hin und wieder buntbemalte Fensterläden und holzgeschnitzte Umrandungen zeigen.“

Am 17. September 1942 fächerte sich IR 267 und 274 für weitere Angriffe auf die Eisenbahnlinie und das Getreidesilo auf, während IR 276 die letzten Widerstandsnester in der Konservenfabrik niederkämpfte. Am Ende des Tages musste Pfeiffer seine Regimenter in neue organisierte Kampfgruppen aus Infanteristen, Pionieren und Einheiten mit schweren Waffen umorganisieren. Die Tatsache, dass das Getreidesilo nicht bereits während der schnellen Panzervorstöße am 13. September 1942 eingenommen wurde, erwies sich als schwerer Fehler, da sich hier konzentrierter Widerstand organisieren konnte. Der Kampf um das Getreidesilo konnte erst nach Artillerieunterstützung durch die 24. PD aufgenommen werden. Am 18. September 1942 wurde die 24. PD aus der Südstadt abgezogen, um im Norden Stalingrads eingesetzt werden zu können. Somit verblieben nur die 94. ID und 29. ID (mot.) in dieser Zone, in der sie sich mit lokal begrenzten, langwierigen und aufreibenden Gefechten um einzelne isolierte Gebäude, z. T. nur von Rotarmisten in Zugstärke oder sogar in Kleinstgruppen von 2 bis 5 Soldaten aus den unterschiedlichsten Verbänden und Nationalitäten verteidigt, auseinandersetzen mussten. Trotz Artillerieunterstützung gelang es erst nach verlustreichen Kämpfen in das Innere des Getreidesilos einzudringen und das Gebäude in einem von Stockwerk zu Stockwerk geführten, äußerst erbitterten Nahkampf am 21./22. September 1942 zu nehmen. Am 18. September 1942 wurde die 94. ID in das LI. Armeekorps eingegliedert. Während IR 267 und 274 noch im Getreidesilo kämpften, rückte IR 276 weiter auf die Tsaritza vor, dabei flackerten die Kämpfe gegen die Gardeschützen in der Konservenfabrik wieder auf. Dubyanskis Gardeschützen wurden in der Südstadt eingeschlossen und vernichtet, dabei fielen vermutlich 9000 Sowjetsoldaten. Am 22. September 1942 war die 94. ID als linke Grenze der 71. ID in die Gefechte um Stalingrad-Mitte im Bereich der Tsaritzamündung verwickelt.

„Eines der heiß umkämpften Objekte ist der mächtige Getreidesilo in der Nähe der Tsaritza, unweit des Südbahnhofs. Diesen Bau aus Beton und Eisen, der wie eine Festung über die Vorstadt thront, versuchen die Deutschen an diesem Tag zu stürmen. Die sowjetischen Verteidiger, nicht ganz 50 Soldaten, geben trotz aller deutschen Angriffe nicht auf. Weder Artilleriefeuer noch Bomben können sie zwingen, sich zu ergeben. Die Silos, brechend voll Getreide, nun von den Deutschen in Brand gesetzt, qualmen aus allen Ecken, jedoch schlagen die Sowjets jeden Versuch der Angreifer, sich des Gebäudes zu bemächtigen, selbst mit dem Messer in der Hand, nieder. “

Am 28. September 1942 wurden alle drei Regimenter der 94. Infanterie-Division aus der Innenstadt von Paulus abgezogen und für die Offensive am Orlowka-Frontvorsprung im Norden Stalingrads eingesetzt. Die Kampfstärke der 94. ID wurde vom 14. Bis 26. September 1942 wie folgt beziffert: 7 Infanterie-Bataillone in mittlerer Stärke (500 bis 700 Mann), 1 Pionier-Bataillon in durchschnittlicher Stärke (300–400).
Die Operation zur Reduktion des Orlowka-Frontvorsprungs wurde in der Zeit vom 27. September bis 3. Oktober 1942 ausgeführt. Nach kurzer Ruhephase wurde die ermattete 94. ID an den Nordrand Stalingrads transportiert. Zunächst bildete IR 276 die rechte Grenze der 71. ID im Südsektor der Arbeitersiedlung „Rote Barrikaden“ und unterstützte ab dem 30. September 1942 die 24. PD, während IR 267 und 274 nach Orlowka gebracht wurden. Damit dehnte sich der Frontabschnitt der 71. ID bis in den Süden Stalingrads aus. Im Zuge der Panzervorstöße der 24. PD in den Arbeitersiedlungen unterstützte IR 276 die Eroberung der Höhe 107,5. Dabei wurde die Kampftechnik dem schwierigen Gelände angepasst: anstatt schneller Vorstöße durch Panzerkeile, folgten die Panzer jetzt der vordringenden Infanterie, oft im Schneckentempo, um Erdbunker und befestigte Stellungen zu zerstören und im Zusammenspiel mit Sturmgeschützen und Panzerabwehrkanonen den vorrückenden Infanteristen direkten Feuerschutz zu bieten. Am von der Roten Armee schwach verteidigten Orlowka-Frontvorsprung waren IR 267 und 274 südlich der Gruppe Stahel und nördlich der 389. ID westlich von Orlowka im Bereich der Hügel 108,8, 124,9 und 129,1 eingesetzt, wo sie in der Nacht vom 28. auf den 29. September 1942 eintrafen. Die Kampfstärke der 4 Infanteriebataillone der beiden 94er Regimenter wurde bereits als schwach (300 bis 400 Mann) eingestuft. Der Angriff der sich gegen Bahnhof und Eisenbahnbrücke um den Orlowkafluss richtete, zersplitterte eine motorisierte Brigade der Roten Armee in zwei Teile. Am 1. Oktober 1942 wurde der Friedhof von Orlowka, 300 Meter vom Ortsrand entfernt, eingenommen, in den beiden folgenden Tagen entwickelten sich erbitterte Kämpfe um die Ortschaft, als am 2. Oktober vom OKW bereits die Einnahme des Orlowka-Frontvorsprungs im Sturmangriff verkündet wurde. Am 4. Oktober erreichten die 94. ID und 16. PD den Zusammenfluss von Orlowka und Mokraia Metschetka und schlossen die Verteidiger in zwei isolierte Kessel ein. Das kurze aber dennoch sehr blutige Unternehmen in Orlowka versetzte alle 7 Infanterie-Bataillone der 94. ID in einen sehr abgekämpften und stark erschöpften Zustand mit einer Stärke von weniger als 300 Soldaten jeweils.
In den Industriekomplexen Stalingrads bildete IR 276 die rechte Grenze der 24. PD in Nachbarschaft zu IR 54 (100. Jäger-Division) im Süden und Gruppe Edelsheim im Norden. Ihm gegenüber am Südrand der Geschützfabrik „Barrikaden“ befanden sich die Abwehrlinien der 308. und 193. SD. Die in Orlowka eingesetzten IR 267 und 274 sollten in Paulus Überlegung ebenfalls die stark dezimierte 24. PD unterstützen und marschierten in den Unterlauf des Mokraia Metschetka nordwestlichen Sektor des Traktorenwerks, wo sie in Kämpfe mit der 112. SD um taktisch wichtige Eisenbahnbrücken verwickelt wurden.
Am 14. Oktober 1942 während des Großangriffs auf das Traktorenwerk wurden IR 267 und 274 dem XIV. Panzerkorps unterstellt und bekämpften zusammen mit der 16. PD sowjetische Stellungen nördlich des Flusses Mokraia Metschetka. Mittlerweile befand sich auch die Kampfstärke des 193. Pionierbataillons in einem stark abgekämpften und erschöpften Zustand mit weniger als 200 Soldaten. Der Gesamtzustand der 94. ID war nicht weniger kritisch, die personelle Gesamtstärke lag bei nur noch 4500 Soldaten. Dennoch mussten IR 267 und 274 Stellungen sowjetischer Kräfte der Gruppe Gorokhow in der Region Rynok-Spartanowka um Hügel 135,4 bekämpfen. Die Kämpfe verdichteten sich vom 15. bis zum 17. Oktober 1942 in den stark befestigten Bunkerstellungen und Schützengräben der Roten Armee nordwestlich von Spartanowka, die von den Deutschen Kleiner und Großer Pilz genannt wurden.
Da im Bereich Spartanowka keine weiteren Fortschritte mehr gemacht werden konnten, orderte Paulus am 20. Oktober 1942 das IR 276 zurück unter den Divisionsbefehl der 94. ID nördlich des Flusses Mokraia Metschetka. Nach offiziellen Meldungen wurde am 25. Oktober 1942 der letzte sowjetische Widerstand in Spartanowka gebrochen, obwohl sich noch hunderte von Rotarmisten in den Balkas zwischen Spartanowka und Rynok verbargen. Die 94. ID gehörte zu den fünf in Stalingrad eingesetzten Divisionen (79. ID, 305. ID, 389. ID und 100. JD), die im Oktober 1942 die stärksten Verluste erlitten (insgesamt 12000 Gefallene); ihre Ausfallquote war mit 75 % die höchste.

## Kriegsverbrechen
Angehörige der 94. Infanterie-Division waren zwischen September 1943 und April 1945 an mehreren Kriegsverbrechen in Italien beteiligt. Die meisten Opfer forderte das Massaker von San Polo bei Arezzo in der Toskana am 14. Juli 1944 ausgelöst durch Angehörige des Grenadier Regiments 274, bei dem 63 Zivilisten, darunter Frauen und Kinder, getötet wurden. Im Anschluss war versucht worden, die Spuren des Massakers zu verwischen.
Laut des von der Deutschen Bundesregierung finanzierten und von einer Historikerkommission geleiteten Projekts Atlante degli Stragi Naziste e Fasciste in Italia (dt. Atlas der nazistischen und faschistischen Massaker in Italien) wurden im Zeitraum September 1943 bis April 1945 bei Massakern und Exekutionen in Italien über 100 Zivilisten von Angehörigen der Division widerrechtlich getötet.

## Gliederung
- Infanterie-Regiment 267 (umbenannt in Grenadier-Regiment 267)
  - I. Btl.
  - II. Btl.
  - III. Btl.
- Infanterie-Regiment 274 (umbenannt in Grenadier-Regiment 274)
  - I. Btl.
  - II. Btl.
  - III. Btl.
- Infanterie-Regiment 276 (umbenannt in Grenadier-Regiment 276)
  - I. Btl.
  - II. Btl.
  - III. Btl.
- Artillerie-Regiment 194
- Pionier-Bataillon 194
- Panzerabwehr-Abteilung 194
- Infanterie-Divisions-Nachrichten-Abteilung 194
- Infanterie-Divisions-Nachschubführer 194

Veränderungen in der Gliederung der 94. ID von 1942 bis 1944
| 1942                     | 1944                      |
| GR 267                   | GR 267                    |
| GR 274                   | GR 274                    |
| GR 276                   | GR 276                    |
| AR 194                   | AR 194                    |
| Schnelle Abteilung 194   | Aufklärungs-Abteilung 194 |
| –                        | Feldersatz-Bataillon 194  |
| –                        | Panzerjäger-Abtg. 194     |
| Pionier-Bataillon 194    | Pionier-Bataillon 194     |
| Nachrichten-Abtg. 194    | Nachrichten-Abtg. 194     |
| Versorgungseinheiten 194 | Versorgungseinheiten 194  |

## Personen
| Dienstzeit                             | Dienstgrad             | Name               |
| -------------------------------------- | ---------------------- | ------------------ |
| 25. September 1939 bis 21. August 1940 | General der Infanterie | Hellmuth Volkmann  |
| 21. August 1940 bis 29. Januar 1943    | Generalleutnant        | Georg Pfeiffer     |
| 1. März 1943 bis 2. Januar 1944        | Generalleutnant        | Georg Pfeiffer     |
| 2. Januar 1944 bis 22. April 1945      | Generalleutnant        | Bernhard Steinmetz |
|                                        |                        |                    |

## Auszeichnungen
Insgesamt wurden 12 Angehörige der 94. ID mit dem Ritterkreuz des Eisernen Kreuzes ausgezeichnet und 32 mit dem Deutschen Kreuz in Gold.
| Dienstrang      | Name              | Einheit                                        | Verleihungsdatum |
| --------------- | ----------------- | ---------------------------------------------- | ---------------- |
| Hauptmann       | Wilhelm von Hagen | Bataillonskommandeur II.Btl./IR 267            | 2. Sep. 1942     |
| Oberfeldwebel   | Gustav Strauß     | Zugführer 10. Kp./IR 267                       | 25. Okt. 1942    |
| Hauptmann       | Arthur Rittner    | Bataillonskommandeur III.Btl./IR 276           | 25. Okt. 1942    |
| Generalleutnant | Georg Pfeiffer    | Divisionskommandeur 94. ID                     | 15. Jan. 1943    |
| Oberst          | Albert Brendel    | Regimentskommandeur IR 274                     | 20. Jan. 1943    |
| Oberstleutnant  | Werner Reich      | Regimentskommandeur GR 274                     | 29. Feb. 1944    |
| Oberleutnant    | Otto Post         | Kompaniechef 1. Kp./Divisions-Füsilier Btl. 94 | 29. Feb. 1944    |
| Leutnant        | Fritz Mann        | Zugführer Pionier-Zug StabsKp./GR 274          | 6. Apr. 1944     |
| Oberstleutnant  | Wolf Ewert        | Regimentskommandeur GR 274                     | 18. Juli 1944    |
| Hauptmann       | Heinz Woock       | Bataillonskommandeur III.Btl./GR 274           | 18. Juli 1944    |
| Leutnant        | Alfred Heyn       | Zugführer 7. Kp./GR 267                        | 12. Aug. 1944    |
| Hauptmann       | Hans-Horst Manitz | Bataillonskommandeur I.Btl./GR 274             | 23. Aug. 1944    |

## Bekannte Divisionsangehörige
- Kurt Brandstädter (1902–1963), war 1960, als Brigadegeneral des Heeres der Bundeswehr, stellvertretender Stabschef bei der Northern Army Group (NORTHAG)